# Chris Terrio
Christopher Terrio (New York, 31 dicembre 1976) è un regista e sceneggiatore statunitense.

## Biografia
Terrio è cresciuto a Staten Island, in una famiglia cattolica di origini italiane e irlandesi. Si è laureato alla Harvard University nel 1997, dove si è concentrato in letteratura inglese e americana. Terrio ha successivamente frequentato l'Università di Cambridge, e ha conseguito un master presso la USC School of Cinematic Arts nel 2002. 
Mentre studiava ancora alla USC, una delle prime persone a credere in lui è stato il regista e produttore James Ivory, che ha assunto Terrio come assistente. Il lavoro di Terrio per la Merchant Ivory Productions alla fine ha portato ad una rara opportunità; la casa di produzione ottenne i diritti di una sceneggiatura di Amy Fox intitolata Heights e Ivory chiese a Terrio di dirigerne un film.
Heights, il primo lungometraggio di Terrio, viene presentato al Sundance Film Festival 2005. Tra gli interpreti principali del film figurano Glenn Close, Elizabeth Banks, James Marsden e Jesse Bradford. Nel 2010 dirige l'ottavo episodio, Sembro Frankenstein, della terza stagione di Damages.
Nel 2012 dalla sua sceneggiatura, inserita tre volte nella Black List, la Warner Bros. Pictures produce il film Argo, per la regia di Ben Affleck. La sceneggiatura è un adattamento dell'omonimo libro di Tony Mendez e dell'articolo The Great Escape di Joshuah Berman pubblicato su Wired, e narra i fatti realmente accaduti a Teheran dopo la rivoluzione iraniana del 1979. La pellicola si concentra infatti sul cosiddetto Canadian Caper, ossia l'operazione segreta congiunta tra Stati Uniti e Canada messa in piedi dallo stesso Mendez per risolvere la crisi degli ostaggi americani. Per Argo Terrio ottiene una candidatura al Golden Globe e vince un Writers Guild of America Award e un Oscar alla migliore sceneggiatura non originale.
Nel 2013 dopo il gran successo di Argo, la Warner Bros. Pictures affida a Terrio la riscrittura del film Batman v Superman: Dawn of Justice e la sceneggiatura di Justice League.

## Filmografia

### Regista
- Heights (2005)

### Sceneggiatore
- Heights (2005)
- Argo, regia di Ben Affleck (2012)
- Batman v Superman: Dawn of Justice, regia di Zack Snyder (2016)
- Justice League, regia di Zack Snyder (2017)
- Star Wars - L'ascesa di Skywalker (Star Wars: The Rise of Skywalker) regia di J. J. Abrams (2019)
- Zack Snyder's Justice League (2021)

### Produttore
- Zack Snyder's Justice League (2021)

## Riconoscimenti
- 2013 – Premio Oscar
  - Miglior sceneggiatura non originale
- 2013 – Golden Globe
  - Nomination Miglior sceneggiatura
- 2013 – Premio BAFTA
  - Nomination Miglior sceneggiatura non originale
- 2013 – Critics' Choice Movie Awards
  - Nomination Miglior sceneggiatura non originale
- 2012 – Satellite Award
  - Nomination Miglior sceneggiatura non originale
- 2012 – Florida Film Critics Circle
  - Migliore sceneggiatura non originale
- 2012 – Denver Film Critics Society
  - Nomination Migliore sceneggiatura non originale
- 2012 – Houston Film Critics Society
  - Nomination Migliore sceneggiatura
- 2012 – Online Film Critics Society
  - Migliore sceneggiatura non originale
- 2012 – Oklahoma Film Critics Circle
  - Migliore sceneggiatura non originale
- 2012 – Phoenix Film Critics Society
  - Migliore sceneggiatura non originale
- 2012 – San Diego Film Critics Society
  - Migliore sceneggiatura non originale
- 2012 – Southeastern Film Critics Association Awards
  - Migliore sceneggiatura non originale
- 2012 – Washington D.C. Area Film Critics Association
  - Nomination Migliore sceneggiatura non originale
- 2012 – Austin Film Critics Association
  - Migliore sceneggiatura non originale
- 2012 – Los Angeles Film Critics Association
  - Migliore sceneggiatura
- 2012 – Chicago Film Critics Association
  - Nomination Migliore sceneggiatura non originale